# 木更津羽鳥野バスストップ

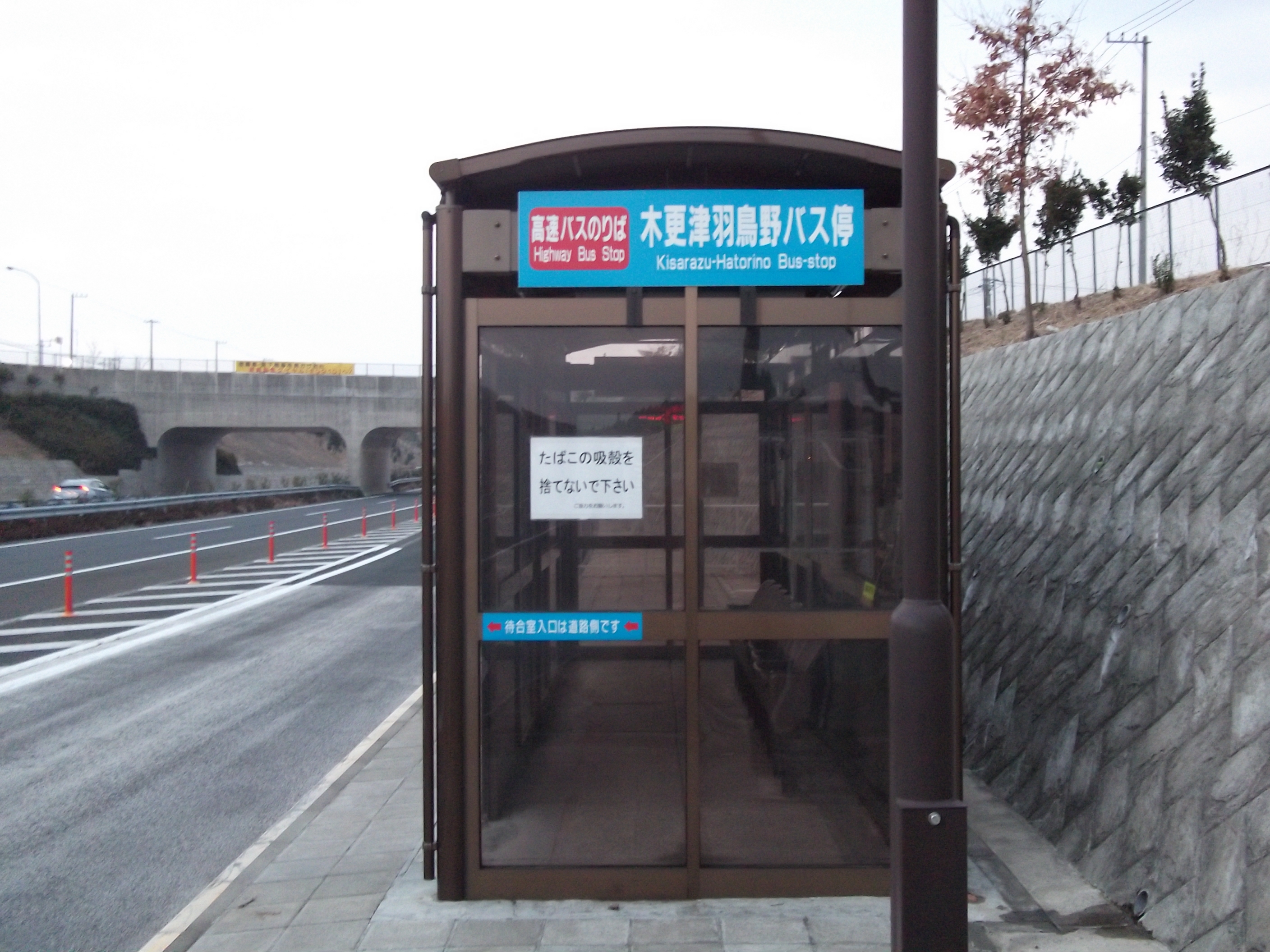
上り線乗り場

木更津羽鳥野バスストップ（きさらづはとりのバスストップ）は、千葉県木更津市羽鳥野の館山自動車道の本線上にあるバス停留所。

## 概要
千葉県内で初めての、高速道路上のバス停留所として、2007年（平成19年）4月21日に開設された。

## 歴史
- 2007年（平成19年）4月21日 開設。

## 停車する路線

### 上り
- 君津 - 東京線（青堀駅 - 君津駅 - バスターミナル東京八重洲・東雲車庫）（日東交通、京成バス）
- 館山・君津 - 羽田空港・横浜駅線（館山駅前・君津駅南口 - 羽田空港・横浜駅東口）（日東交通、京浜急行バス）
- 館山 - 千葉線【南総里見号】（安房白浜駅 - 館山駅前 - 千葉駅・千葉みなと駅）（日東交通、ちばシティバス）
- 館山 - 新宿線【新宿なのはな号】（館山駅前 - バスタ新宿（新宿駅））（日東交通、ジェイアールバス関東）

### 下り
下記路線のみ乗車が可能。それ以外は降車のみ。
- 館山 - 千葉線【南総里見号】（千葉みなと駅・千葉駅 - 館山駅前 - 安房白浜駅）（日東交通、ちばシティバス）

## バス停へのアクセス
- 高速バス停から徒歩約5分の場所（道路上）に、「羽鳥野六丁目」バス停（おどや羽鳥野店に隣接）があり、以下の路線が日東交通によって運行されている。

羽鳥野六丁目
- 木更津駅東口 - 大久保 - シーアイタウン中央 - 羽鳥野六丁目 - 八幡台ニュータウン
- 木更津駅東口 - 君津中央病院 - 大久保 - シーアイタウン中央 - 羽鳥野六丁目 - 八幡台ニュータウン

- その他、「八幡台一丁目」バス停までも徒歩約10分で行ける。
  - 木更津駅東口 - 桜井谷 - 上烏田 - 八幡台一丁目 - 八幡台ニュータウン
  - 木更津駅東口 - 君津中央病院 - 波岡 - 上烏田 - 八幡台一丁目 - 八幡台ニュータウン

## 周辺
住宅地が造成されており、スーパーマーケットなどの商業施設も点在している。
- 千葉県道269号大鷲木更津線
- 羽鳥野公園
- シーアイタウン（CIタウン）
- 八幡台ニュータウン
- 木更津市立八幡台小学校
- 木更津警察署波岡駐在所
- おどや羽鳥野店
- ミニストップ木更津羽鳥野店

## 隣接のIC・JCT
E14 館山自動車道
(17)木更津南JCT - (BS)木更津羽鳥野BS - (18)君津IC

## 距離
- 館山駅から49.49Km[2]
- 千葉駅から42.17Km[2]